# آران‌سی مدیا
آران‌سی مدیا (انگلیسی: RNC Media) شرکت رسانه‌ای کانادایی است، که در سال ۱۹۴۸ تأسیس شد.